# Hans-Jochen Vogel
Hans-Jochen Vogel (Gottinga, 3 febbraio 1926 – Monaco di Baviera, 26 luglio 2020) è stato un politico e avvocato tedesco.

## Biografia
Fu sindaco di Monaco di Baviera dal 1960 al 1972 e nel 1981 sindaco di Berlino Ovest.
Nel 1987 succedette a Willy Brandt come Segretario della SPD, lasciando poi nel 1991 il posto a Björn Engholm.
Vogel è morto nel luglio del 2020 per le complicazioni della malattia di Parkinson. Da anni viveva in una casa di riposo insieme alla moglie Liselotte.